# Syrphoctonus gracilentus
Syrphoctonus gracilentus là một loài tò vò trong họ Ichneumonidae.